# 尤里烏斯 (利珀-比斯特費爾德)
尤里烏斯（德語：Julius zur Lippe-Biesterfeld，1812年4月2日—1884年5月17日），利珀-比斯特費爾德伯爵，威廉·恩斯特之子，1840年至1884年在位。

## 家庭
1839年，尤里烏斯與卡斯特爾-卡斯特爾伯爵腓特烈·路德維希的女兒阿德海德結婚，兩人共有3子1女：
1. 艾蜜莉（1841年—1892年）
2. 恩斯特（1842年—1904年）
3. 腓特烈（英语：Friedrich Count of Lippe-Biesterfeld）（1852年—1892年）
4. 威廉（1858年—1914年）